# Přesčas
Přesčas je doba, kterou zaměstnanec pracuje nad rámec své běžné pracovní doby. Může tak vykonávat z důvodů zájmu o vyšší souhrnný výdělek, v některých případech však zaměstnanecké přesčasy může nařídit sám zaměstnavatel, například ve zdravotnictví. Přesčasy jsou v řadě zemí světa včetně Česka upraveny pracovním právem a zákoníkem práce.

## V Česku
V Česku může zaměstnavatel zaměstnanci nařídit práci přesčas pouze z vážných provozních důvodů. Za standardních podmínek není zároveň možné, aby zaměstnanec týdně na přesčasech odpracoval více než celkem osm hodin. K tomu navíc zaměstnanec může pracovat přesčas maximálně 150 dní v roce. Tato doba však lze po vzájemné dohodě zaměstnavatele se zaměstnancem navýšit. V některých případech může být přesčas zaměstnanci nařízen i ve den pracovního klidu, není-li ze závažných důvodů možné jej nařídit na pracovní den. Práce přesčas nesmí být v Česku nařízena těhotným ženám, ženám pečujícím o dítě mladší jednoho roku nebo osobám mladším 18 let.
Za odpracované hodiny přesčas musí zaměstnavatelé v Česku kromě standardní hodinové sazby nabízet také příplatky, a to v celkové výši nejméně o 25 % vyšší než je standardní hodinová sazba zaměstnance v daném zaměstnání.
Speciálním případem přesčasů mohou být přesčasy přímo uvedené v pracovní smlouvě; v takovém případě se některá výše uvedená omezení na přesčasy nevztahují.